# Dimitra Tsoukala
Dimitra Tsoukala (griechisch Δήμητρα Τσουκαλά, * 7. September 1999 in Volos) ist eine griechische Leichtathletin, die sich auf den Sprint spezialisiert hat.

## Sportliche Laufbahn
Erste internationale Erfahrungen sammelte Dimitra Tsoukala im Jahr 2016, als sie bei den U18-Balkan-Meisterschaften in Kruševac mit 12,51 s in der ersten Runde im 100-Meter-Lauf ausschied. 2018 belegte sie bei den U20-Balkan-Meisterschaften in Istanbul in 12,46 s den achten Platz über 100 Meter und gelangte mit 25,01 s auf den ersten Platz im B-Finale über 200 Meter. 2021 schied sie mit der griechischen 4-mal-100-Meter-Staffel bei den U23-Europameisterschaften in Tallinn mit 45,14 s im Vorlauf aus und im Jahr darauf siegte sie mit der Staffel in 44,56 s bei den Balkan-Meisterschaften in Craiova. 2023 wurde sie bei der 1. Liga der Team-Europameisterschaft im Rahmen der Europaspiele in Chorzów in 43,81 s Dritte im B-Lauf über 4-mal 100 Meter und anschließend schied sie bei den Balkan-Meisterschaften in Kraljevo mit 11,87 s im Vorlauf über 100 Meter aus. Im Jahr darauf belegte sie bei den Balkan-Meisterschaften in Izmir in 11,52 s den vierten Platz über 100 Meter siegte mit der Staffel in 44,11 s. Kurz darauf schied sie bei den Europameisterschaften in Rom mit 11,44 s im Halbfinale aus. 2025 gewann sie bei den Balkan-Hallenmeisterschaften in Belgrad in 7,33 s die Bronzemedaille im 60-Meter-Lauf hinter der Rumänin Maria Mihalache und Lucija Potnik aus Slowenien, ehe sie bei den Halleneuropameisterschaften in Apeldoorn mit 7,39 s in der ersten Runde ausschied. Auch bei den Hallenweltmeisterschaften kurz darauf in Nanjing schied sie mit 7,46 s im Vorlauf aus. Ende Juni kam sie bei der 1. Liga der Team-Europameisterschaft in Madrid in der 4-mal-100-Meter-Staffel sowie in der Mixed-Staffel über 4-mal 400 Meter zum Einsatz. Anschließend gewann sie bei den Balkan-Meisterschaften in Volos in 23,16 s die Bronzemedaille über 200 Meter hinter ihrer Landsfrau Polyniki Emmanouilidou und Olivia Fotopoulou aus Zypern und siegte in 43,77 s in der 4-mal-100-Meter-Staffel.

## Persönliche Bestleistungen
- 100 Meter: 11,36 s (+0,7 m/s), 19. Mai 2024 in Chania
  - 60 Meter (Halle): 7,30 s, 22. Februar 2025 in Piräus
- 200 Meter: 22,97 s (+0,7 m/s), 5. Juli 2025 in Vari